# Уорд, Жавия
Кариса Жавия Уорд (англ. Carisa Zhavia Ward, род. 6 марта 2001 года, Норуолк, штат Калифорния) ― американская певица и автор песен.

## Биография
Уорд родилась в Норуолке, штат Калифорния. Ее мать Бобби Джо Блэк была певицей метал-группы Xenoterra.
Она прославилась после участия в реалити-шоу The Four: Battle for Stardom, премьера которого состоялась на канале Fox 4 января 2018 года, где она была одной из четырех финалисток. В мае 2018 года Уорд подписала контракт с лейблом Columbia Records и записала сингл «Welcome to the Party». 6 марта 2019 года она отправилась в свой первый тур. В 2019 году Уорд исполнила кавер-версию песни «A Whole New World» в дуэте с Зейном Маликом для саундтрека к фильму «Аладдин».

## Дискография

### Мини-альбомы
| Название | Детали                                                                                   |
| -------- | ---------------------------------------------------------------------------------------- |
| 17       | - Released: June 14, 2019 - Label: Columbia, Sony - Formats: digital download, streaming |

### Синглы

#### As a lead artist
| Название                                  | Год  | Позиции | Альбом |
| Название                                  | Год  | US Rhy  | Альбом |
| ----------------------------------------- | ---- | ------- | ------ |
| "Candlelight" (solo or featuring Jeremih) | 2018 | 40      | 17     |
| "Deep Down"                               | 2018 | —       | 17     |
| "100 Ways"                                | 2018 | —       | 17     |
| "17"                                      | 2019 | —       | 17     |
| "Waiting"                                 | 2020 | —       | TBA    |

#### В качестве приглашенного исполнителя
| Название                                                                          | Год  | Позиции | Позиции   | Позиции | Позиции | Позиции | Позиции | Позиции  | Позиции | Альбом     |
| Название                                                                          | Год  | US      | US R&B/HH | AUS     | CAN     | CZH     | FRA     | NZ Heat. | SCO     | Альбом     |
| --------------------------------------------------------------------------------- | ---- | ------- | --------- | ------- | ------- | ------- | ------- | -------- | ------- | ---------- |
| "Welcome to the Party" (Diplo, French Montana and Lil Pump featuring Zhavia Ward) | 2018 | 78      | 54        | 87      | 55      | 36      | 146     | 8        | 93      | Deadpool 2 |
| "My Baby" (Lil Skies featuring Zhavia Ward)                                       | 2021 | -       | -         | -       | -       | -       | -       | -        | -       | Unbothered |

#### Рекламные синглы
| "Unforgettable" (The Four Performance)                                            | 2018 | —  | —  | —  | — | — | —  | Non-album single                             |
| "Killing Me Softly with His Song" (The Four Performance)                          | 2018 | —  | —  | —  | — | — | —  | Non-album single                             |
| "Say Something" (The Four Performance)                                            | 2018 | —  | —  | —  | — | — | —  | Non-album single                             |
| "Man Down" (The Four Performance)                                                 | 2018 | —  | —  | —  | — | — | —  | Non-album single                             |
| "A Whole New World" (with Zayn)                                                   | 2019 | 17 | 73 | 64 | 8 | — | 68 | Aladdin (Original Motion Picture Soundtrack) |
| "—" denotes a recording that did not chart or was not released in that territory. |      |    |    |    |   |   |    |                                              |

## Заметки
1. ↑  «A Whole New World» не вошёл в «шведский чарт Singellista», но был отмечен в 11-й строке шведского чарта «Heatseeker»[28].